# Rob Machado

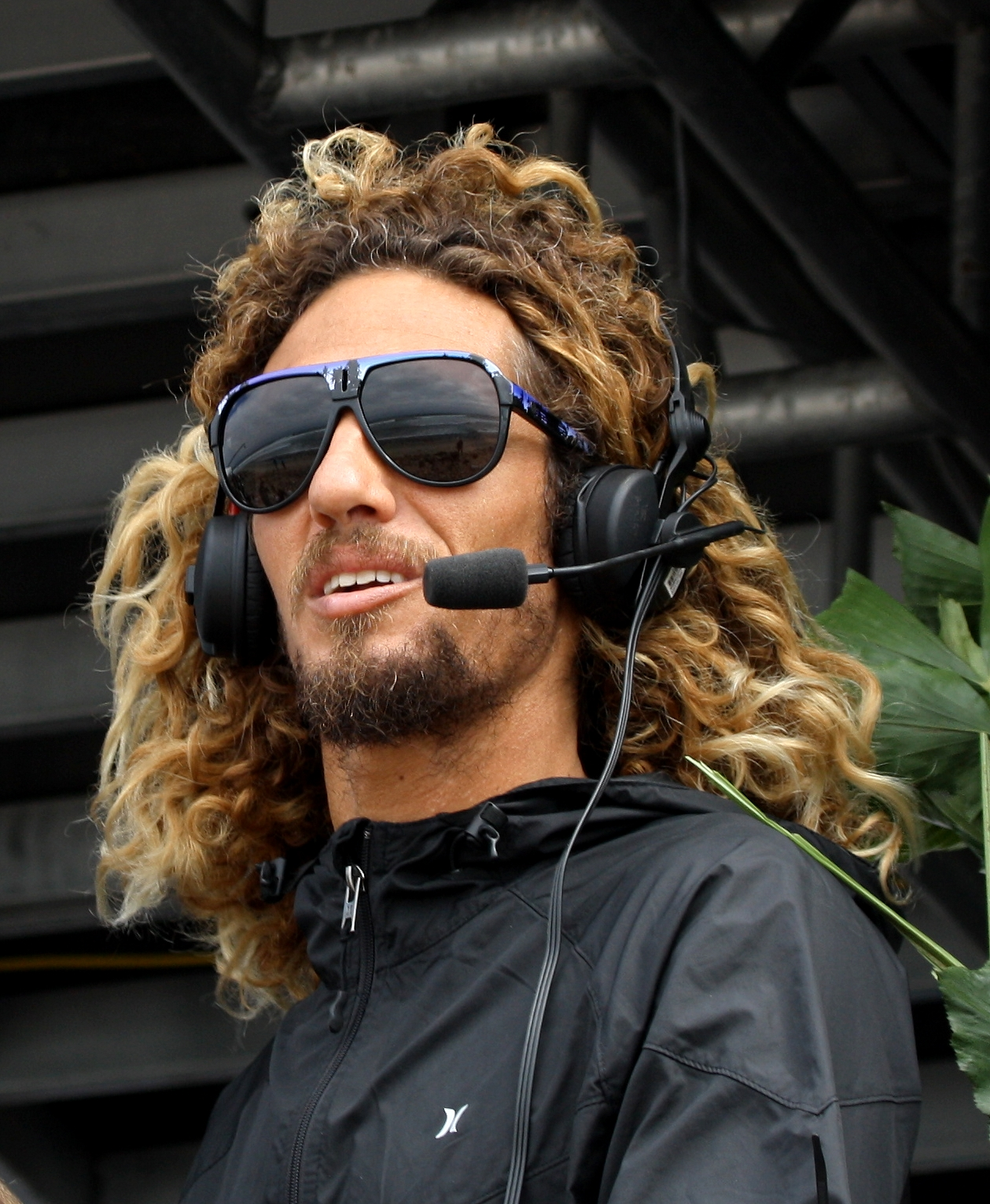
Rob Machado fornece comentários em direito no Boost Mobile Pro, em Lower Trestles, setembro de 2009

Robert Edward Machado (mais conhecido como Rob Machado) (Sydney, 16 de outubro de 1973) é um surfista profissional nascido na Austrália, adepto do Freesurf.
Em 2011, ele foi induzido ao Surfing Walk of Fame de Huntington Beach, California, na categoria "surf champion".

## Filmografia
| Ano  | Filme       |
| ---- | ----------- |
| 2007 | Surf's Up   |
| 2009 | The Drifter |